# Chicago Mercantile Exchange
El Chicago Mercantile Exchange (CME) (comúnmente llamado «the Chicago Merc», o «the Merc») es un mercado estadounidense de derivados financieros y de productos básicos, con sede en Chicago y ubicado en 20 S. Wacker Drive. El CME se fundó en 1898 como «Chicago Butter and Egg Board», un mercado de productos agrícolas. Originalmente se trataba de una organización sin ánimo de lucro. El Merc se privatizó en noviembre de 2000, salió a bolsa en diciembre de 2002 y se fusionó con el Chicago Board of Trade en julio de 2007 para convertirse en un mercado de contratos dependiente de CME Group, que opera ambos mercados. El 18 de agosto de 2008, los accionistas aprobaron la fusión con el New York Mercantile Exchange (NYMEX) y el COMEX. En la actualidad, el Merc, CBOT, NYMEX y COMEX son mercados propiedad de CME Group.
CME es el mercado con mayor número de contratos vivos del mundo en opciones y futuros, incluidos cualquiera de la ciudad de Nueva York. CME comercializa varios tipos de instrumentos financieros: tasas de interés, acciones, divisas y productos básicos. También ofrece operaciones en inversiones alternativas, como condiciones climatológicas y derivados inmobiliarios.

## Plataforma de comercio

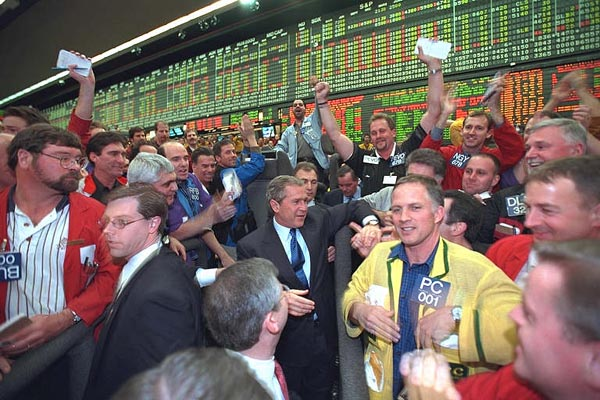
Presidente George W. Bush en la Chicago Mercantile Exchange.

Aproximadamente el 90 por ciento del volumen total del mercado se produce de forma electrónica.
El sistema de comercio CME Globex es el núcleo de CME. Se introdujo en 1992 como la primera plataforma mundial de comercio electrónico para contratos de futuros. Este sistema completamente electrónico permite a los participantes comerciar desde cabinas in-situ y también desde casa o en oficinas a miles de kilómetros de distancia.
Cuando Globex se lanzó por primera vez, se utilizó la tecnología y la red de Reuters. En septiembre de 1998 se lanzó la segunda generación de Globex utilizando una versión modificada del sistema de comercio NSC, desarrollado por la Bolsa de París para el MATIF (ahora Euronext).

## Fusiones y adquisiciones
En 2006, CME compró "Swapstream", una plataforma electrónica para swaps sobre tipos de interés, con sede en Londres.
El 17 de octubre de 2006, el Chicago Mercantile Exchange anunció la compra del Chicago Board of Trade por 8 mil millones de dólares en acciones, fusionándose así las dos instituciones financieras como CME Group Inc. Anteriormente, el CBOT utilizaba plataformas tecnológicas subcontratadas, pero posteriormente se trasladó al sistema Globex de CME. La fusión fortalece la posición del grupo en el mercado global de derivados y se hizo oficial el 12 de julio de 2007, después de lo cual las acciones del CBOT (antiguo símbolo: BOT) dejaron de negociarse y se convirtieron en acciones de CME como se acordó. Así, el holding general comenzó su vida como CME Group. El 13 de enero de 2008, las transacciones electrónicas en el CBOT pasaron al sistema informático del CME.
El 17 de marzo de 2008, el New York Mercantile Exchange (NYMEX) aceptó una oferta de CME Group, matriz del Chicago Mercantile Exchange, para comprar NYMEX por 8 900 millones de dólares en efectivo y en acciones de CME Group. La adquisición se completó formalmente el 22 de agosto de 2008, y los sistemas NYMEX se integraron completamente antes del 30 de septiembre de 2009.

## Futuros y opciones sobre materias primas
Los futuros sobre productos agrícolas incluyen: ganado vivo, cerdos vivos, ganado de engorde, leche clase IV, leche clase III, leche en polvo sin grasa, suero seco, queso, mantequilla y madera de longitud aleatoria.
Los futuros sobre metales incluyen: oro, plata, cobre, platino, plomo, aluminio, hierro y uranio. 
Desde diciembre de 2017, se negocian futuros de bitcoins.